# Deep Cuts: Volume II
Deep Cuts, Volume 2 (1977–1982) es una recopilación de canciones de Queen entre 1977 y 1982. Como su predecesor (Deep Cuts, volumen 1), contiene canciones que son menos conocidas. El álbum fue lanzado el 27 de junio de 2011 como parte del 40.º aniversario de la banda. Deep Cuts Vol. 2 fue lanzado al mismo tiempo que el segundo periodo de cinco reediciones de los álbumes de estudio de Queen (News of the World, Jazz, The Game, Flash Gordon y Hot Space). Todas las canciones son la muestra de los cinco álbumes.

## Lista de canciones
| N.º | Título                                                  | Escritor(es)    | Duración |  |
| 1.  | «Mustapha» (de Jazz, 1978)                              | Freddie Mercury | 3:00     |  |
| 2.  | «Sheer Heart Attack» (de News of the World, 1977)       | Roger Taylor    | 3:26     |  |
| 3.  | «Spread Your Wings» (de News of the World, 1977)        | John Deacon     | 4:34     |  |
| 4.  | «Sleeping On The Sidewalk» (de News of the World, 1977) | Brian May       | 3:06     |  |
| 5.  | «It's Late» (de News of the World, 1977)                | Brian May       | 6:26     |  |
| 6.  | «Rock It (Prime Jive)» (de The Game, 1980)              | Roger Taylor    | 4:33     |  |
| 7.  | «Dead On Time» (de Jazz, 1978)                          | Brian May       | 3:23     |  |
| 8.  | «Sail Away Sweet Sister» (de The Game, 1980)            | Brian May       | 3:33     |  |
| 9.  | «Dragon Attack» (de The Game, 1980)                     | Brian May       | 4:18     |  |
| 10. | «Action This Day» (de Hot Space, 1982)                  | Roger Taylor    | 3:33     |  |
| 11. | «Put Out the Fire» (de Hot Space, 1982)                 | Brian May       | 3:15     |  |
| 12. | «Staying Power» (de Hot Space, 1982)                    | Freddie Mercury | 4:10     |  |
| 13. | «Jealousy» (de Jazz, 1978)                              | Freddie Mercury | 3:14     |  |
| 14. | «Battle Theme» (de Flash Gordon, 1980)                  | Brian May       | 2:20     |  |